# Geniostoma gagnae
Geniostoma gagnae là một loài thực vật có hoa trong họ Mã tiền. Loài này được Fosberg & Sachet mô tả khoa học đầu tiên năm 1981.